# لائودیکا ۵۰۷

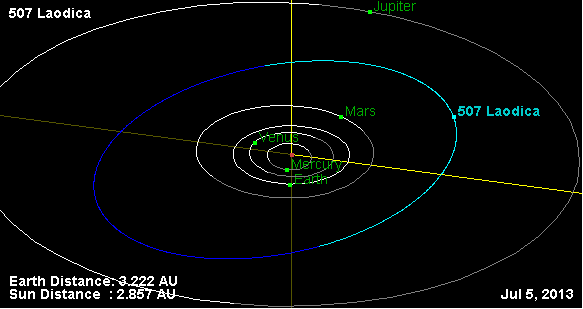
این نمودار پانصدو هفتمین سیار کشف شده در هایدلبرگ را نشان می دهد

سیارک ۵۰۷ (به انگلیسی: 507 Laodica، نامگذاری:1903LO) پانصد و هفتمین سیارک کشف شده‌است که در ۱۹ فوریه ۱۹۰۳ و در هایدلبرگ کشف شد.
قدر مطلق سیارک برابر ۹٫۱۰ است.